# Lucien François

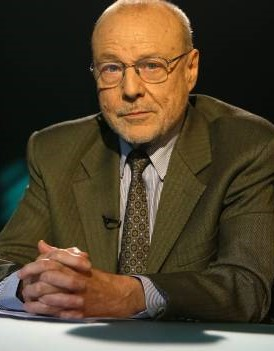
Lucien Fançois

Lucien François (Chênée, 26 maart 1934) is een Belgisch emeritus magistraat en hoogleraar aan de Université de Liège.

## Levensloop
Lucien François promoveerde in 1956 tot doctor in de rechten aan de Université de Liège en in 1963 tot doctor in de sociale wetenschappen aan dezelfde universiteit. Hij studeerde ook in Parijs, Hamburg en Florence. Aan de Luikse universiteit was hij achtereenvolgens assistent (1958-1963), werkleider (1963-1967), geassocieerd docent (1967-1970), gewoon hoogleraar (1970-1985) en buitengewoon hoogleraar (1985-1999). Hij doceerde er onder meer rechtsfilosofie en arbeidsrecht. Hij was tevens lid van de afdeling Internationale Arbeidsnormen van het Internationaal Arbeidsbureau (1964-1965, 1965-1966) en adjunct-kabinetschef van minister van Justitie Jean Gol (PRL) (1982-1985).
Van 1985 tot 1989 was hij staatsraad. Op 22 november 1989 werd hij tot rechter in het Arbitragehof benoemd. Op 26 maart 2004 ging hij met emeritaat.
François is auteur van verschillende boeken over onder meer arbeidsrecht en rechtstheorie.